# Canona Antimagnetica
Die Canona Antimagnetica (CAM) war eine Vorrichtung, mit der Magnetminen bereits weit vor einem auf sie zu fahrenden Schiff zur vorzeitigen, und damit ungefährlichen, Detonation gebracht wurden.
Sie wurde von dem italienischen Professor G. M. Pestarine entwickelt und war ursprünglich für hölzerne Fahrzeuge bis zu 300 t gedacht, ließ sich aber auch auf eisernen Schiffen kleinerer Bauart verwenden. Die Anlage bestand aus zwei großen, auf dem Oberdeck kreuzförmig verlegten Eisenstäben von insgesamt 90 t Gewicht, die ähnlich der „Kreuzwicklung“ bei einer VES-Anlage, abwechselnd polarisiert und stromdurchflossen waren. Dadurch wurde das magnetische Feld des Schiffes so weit vor den Bug verschoben, dass Minen mit einfachem Magnetzünder bereits etwa 40 m vor dem Bug detonierten.
Gegenüber der von der deutschen Kriegsmarine entwickelten VES-Anlage, die jedoch auf Hochsee-Sperrbrechern weiterhin genutzt wurde, hatte die Canona Antimagnetica bedeutende Vorteile. So benötigte man z. B. keine schwere und Rohstoff-fordernde Kernstauung von Eisenschrott im Vorderteil des Schiffes und auch keine aufwändige Umwicklung des Schiffsrumpfs mit Kupferkabeln. Auch war die Anlage nur an Deck montiert, was Montage und Reparaturen sehr vereinfachte.
Da die Kriegsmarine zur Freihaltung von Hafeneinfahrten, Flussmündungen und – als im Zuge der alliierten Luftoffensive auch deutsche Binnenwasserstraßen mit Magnetminen belegt wurden – auch Binnenwasserstraßen kleine Sperrbrecher benötigte, setzte man zunächst die von Italien gekaufte Canona Antimagnetica auf diesen Schiffen ein.
Die damit gemachten guten Erfahrungen führten schließlich zur Entwicklung des geringfügig modifizierten, etwa 70–80 t schweren deutschen Kreuzpolgeräts (KPG), später auch Kreuzstabgerät genannt. Damit wurden eine Anzahl von Marinefährprähmen (MFP) und Marine-Artillerieleichtern (MAL) des Typs II ausgerüstet, die dann als Sperrbrecher operierten.